# Kholod

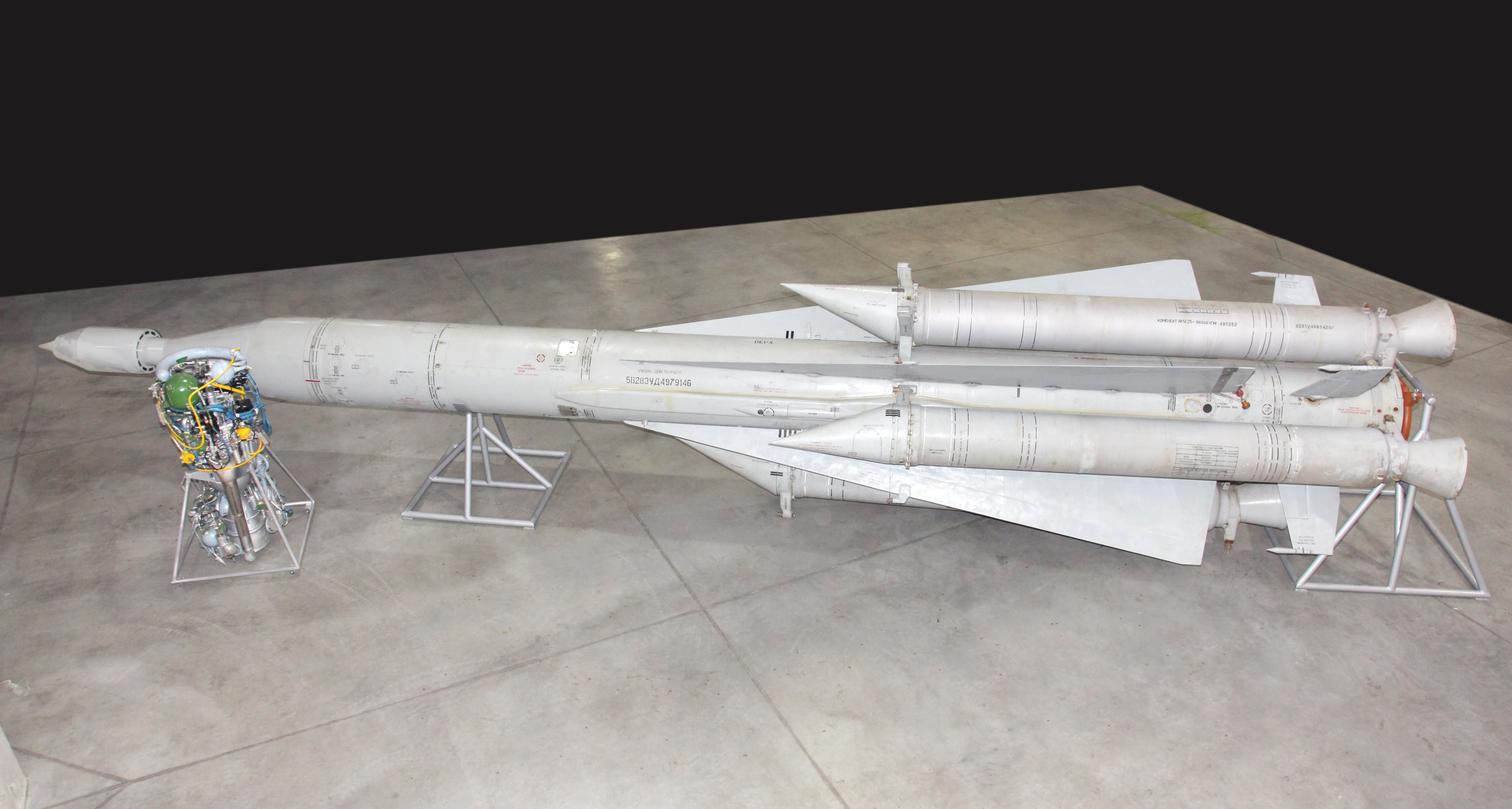
Prototype du Kholod.

Kholod (Холод) est le nom donné par l'URSS au projet du premier superstatoréacteur ailé ayant volé, et qui a permis de créer une fusée dépassant les Mach 5,75 le 26 novembre 1991.

## Caractéristiques
Le prototype construit par Baranov Central Institute of Aviation Motor Development (en) est constitué d'un moteur TMKB Soyouz utilisant l'hydrogène liquide et d'un premier étage à poudre basé sur un missile sol-air SA-5 Gammon modifié. L'engin faisait 4,3 m de long pour un diamètre de 750 mm. La longueur totale avec le premier étage est d'environ 12 m. 

### Historique
Le premier vol a lieu au centre d'essais de Sary Chagan au Kazakhstan quelques semaines avant la dislocation de l'URSS.. 
Lors du second vol, mené conjointement avec une équipe française de l'ONERA le 17 novembre 1992 un an après l'indépendance de la fédération de Russie, l’engin a atteint Mach 5,35.
Il y eut un troisième test en mars 1995 mais ce fut un échec par suite de défaillance du super-statoréacteur qui ne put être démarré.
La NASA se joint au programme en 1994.
Le cinquième et dernier vol, effectué le 12 février 1998, a permis d'atteindre la vitesse de Mach 6,47 soit 7 926 km/h à 27,4 km d'altitude. Le programme conjoint a coûté 95 millions de dollars.
En 2014, il restait 9 prototypes. Un vendu aux enchères à cette date pour 38 000 livres sterling se trouve depuis chez un particulier dans le comté du Wiltshire en Angleterre.
Le record de vitesse est battu par le NASA X-43 Scramjet, lancé depuis un avion en vol, qui atteint Mach 9,6 le 16 novembre 2004.

### Annonce
Le missile balistique hypersonique russe Kinzhal est annoncé en mars 2018.